# Área metropolitana de Appleton
El área metropolitana de Appleton o Área Estadística Metropolitana de Appleton, WI MSA , como la denomina la Oficina de Administración y Presupuesto, es un Área Estadística Metropolitana centrada en la ciudad de Appleton, capital del estado de Wisconsin, Estados Unidos. Su población según el censo de 2010 es de 225.666 habitantes, convirtiéndola en la 194.º área metropolitana más poblada de ese país.

## Composición
Los 3 condados del área metropolitana, junto con su población según los resultados del censo 2010:
- Calumet– 48.971 habitantes
- Outagamie– 176.695 habitantes

## Área Estadística Metropolitana Combinada
El área metropolitana de Appleton es parte del Área Estadística Metropolitana Combinada de Appleton-Oshkosh–Neenah, WI CSA junto con el Área Estadística Metropolitana de Oshkosh–Neenah, WI MSA; totalizando 392.660 habitantes en un área de 4.196 km².

## Principales Comunidades
| - Appleton (ciudad principal, se encuentra parcialmente dentro del área metropolitana, el resto se ubica dentro del área metropolitana de Oshkosh–Neenah) - Brillion - Chilton - Kaukauna - Kiel (parcialmente) | - Menasha (parcialmente) - New Holstein - New London - Seymour |